# Grande Mosquée de Nichapur
La Grande Mosquée de Nichapur (en persan : مسجد جامع نیشابور) est la grande mosquée du vendredi (Jama Masjid) de la ville de Nichapur, dans le comté de Khorasan-e-razavi. Cette mosquée a été fondée en 1493 au cours de la dynastie timouride.